# Sutton Howgrave
Sutton Howgrave är en by i civil parish Sutton with Howgrave, i kommunen North Yorkshire, i grevskapet North Yorkshire, i England. Byn är belägen 8 km från Ripon. Byn nämndes i Domedagsboken (Domesday Book) år 1086, och kallades då Suctone.